# Specijalna Policijska Jedinica

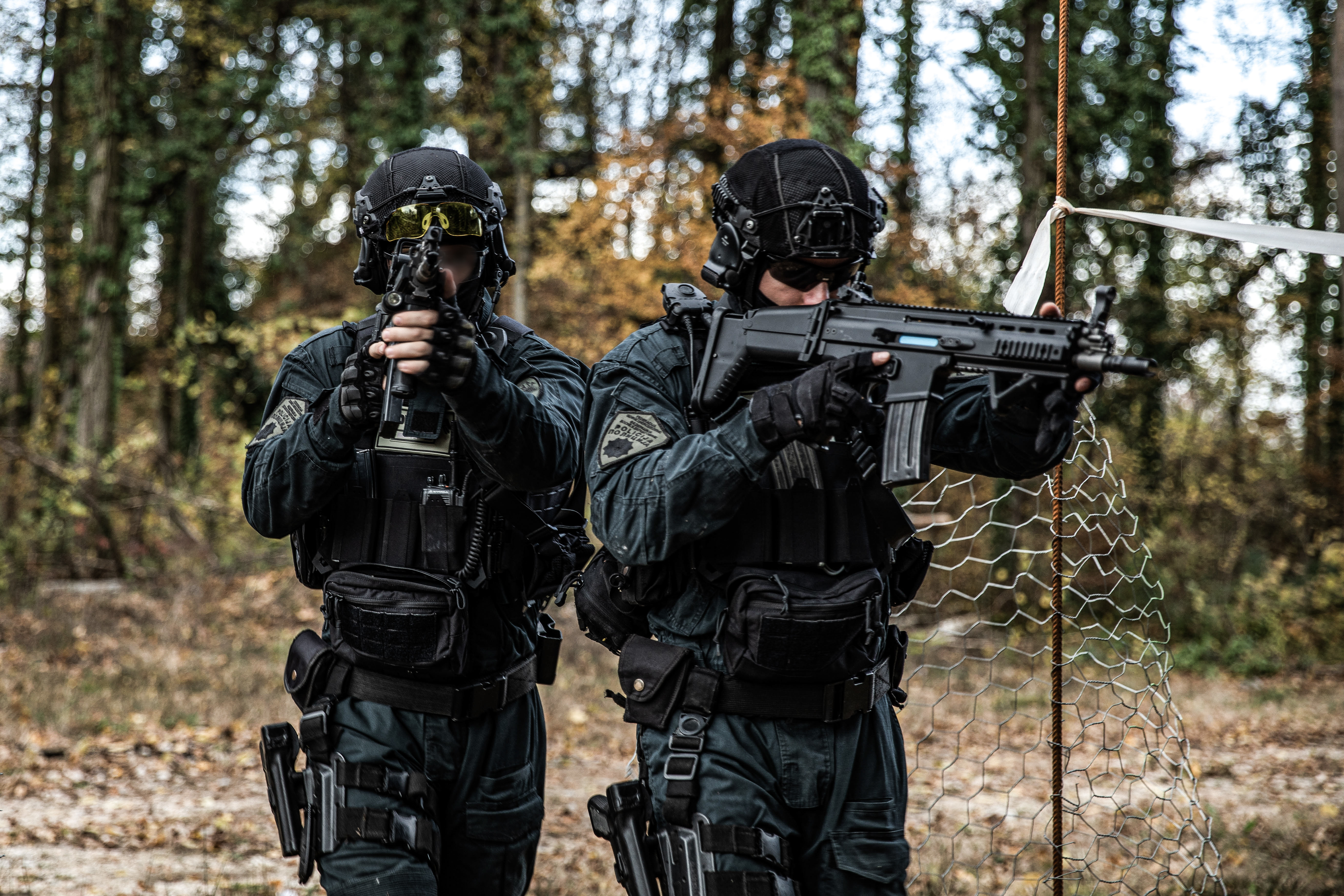
Zwei Polizisten der SPJ bei einer Übung

Die Specijalna Policijska Jedinica oder kurz SPJ ist eine Spezialeinheit der Federalne uprave policije in der Föderation Bosnien und Herzegowina, aus Bosnien und Herzegowina. Die Einheit hat die Aufgabe gegen Terroristen oder gegen das Organisierte Verbrechen vor zu gehen. Weiter soll sie besonders gefährliche Verbrecher festnehmen und auch bei Unruhen in Strafanstalten diese unterdrücken.

## Organisation
Die Einheit ist folgendermaßen organisiert:
- Kommando
- Abteilung Alpha – Antiterror
- Abteilung Beta – Antiterror
- Gama – Unterstützungseinheit
- Delta – Mit Fallschirmspringer, Taucher, Bergsteiger, Scharfschützen
- Eine Helikoptereinheit

## Ausrustung
- Roshel Senator APC – gepanzertes Fahrzeug, eine Einheit erhalten zwei weiter bestellt[3]
- Zwei Helikopter[2]

## Kontroversen
Eine investigative Recherche des Magazins Žurnal aus dem Jahr 2019 ergab, dass die SPJ Ausrüstung vom nun gesuchten Verbrecher und ehemaligen Polizisten Edin Gačanin beziehungsweise Edin Gačanin Tito erhalten hat. Gačanin hat die Ausrüstung nicht direkt gespenden, sondern einen Mittelsmann dafür eingesetzt. Auch soll das Geld mit dem die Ausrüstung bezahlt wurde aus unklaren Quellen stammen und war evtl. gewaschen. Daraufhin hat SPJ dem nun jetzt gesuchten Verbrecher in der Föderation Bosnien und Herzegowina Schutz gewährt. Die interne Untersuchung der Polizei warf diese Anschuldigungen zurück. In dem Zusammenhang mit Gačanin ist bekannt geworden, dass die beiden ehemaligen SPJ Polizisten Ibrahim Miladin und Dženis Kadrić in Dubai den Verbrecher, zusammen mit dem Judoka Harun Sadiković, beschützt haben. Auch haben Polizisten Dženis Kadrić, Dražen Čobović, Senad Kadić, Emir Druskić und Adin Ćatić der SPJ während eines Aufenthalts von Gacanin in Bosnien und Herzegowina im September 2016 den Verbrecher Sicherheit gewährten. Die Polizisten gaben an nicht gewusst zu haben um welche Person es sich handelt. 2020 wurden die Polizisten intern untersucht, jedoch konnte kein Disziplinarverfahren eröffnet werden weil die Angelegenheit verjährt war. Jedoch wurden die Polizisten einer Sicherheitskontrolle unterzogen und dabei verloren die Polizisten Emir Druškić, Adin Ćatić und Senad Kadić ihre Sicherheitsfreigabe und dürfen nicht mehr auf Geheime Dokumente zugreifen. Ihre Position bei der Einheit haben sie nicht verloren.